# 원가력
원가력(元嘉暦)은 중국 송나라에서 만들어져 백제, 일본 등에서 사용된 태음태양력으로, 중국 남북조시대의 송나라의 천문학자 하승천이 편찬한 역법이다. 중국 남조의 송나라 · 제나라 · 양나라에서 445년에서 509년까지의 65년간 사용되었다.

## 같이 보기
- 간지